# 村民委員会
村民委員会（そんみんいいんかい）とは、中華人民共和国において、都市地域社会（社区）に設置された居民委員会と同様に、正式な行政組織には含まれない末端レベルにおける大衆住民組織である。中華人民共和国憲法は、居民委員会と並んでこの村民委員会を住民自治の基層組織と定める。

## 概説（特に選挙制度改革との関連について）
村民委員会は、住民によって選挙された主任と副主任および委員数名で構成される。村民委員会の主任は、行政村の村長とは異なる存在でありながら、一般に「村長」と呼ばれている。1989年の天安門事件以降は、党の政治的中核論を指導するために、村における党の幹部が「村長」となるように委員数を同人数の候補者が党によって示される「等額選挙」が行われていた。ただし、1987年の「村民委員会組織法（試行）」においては、村民委員会の直接選挙を定めていた。天安門事件をはさんで、1991年吉林省梨樹県双河郷平安村を皮切りにして有権者が自由に村民委員会の候補者を推薦する「海選選挙（大海から真珠をすくい上げるという意味でこのように呼ばれる）」が一部の地域で始められるようになった。同様に、一つのポストに複数の候補者を立てる「差額選挙」、有権者の投票によって正式な候補者を確定する「予備選挙」のほか、選挙演説、秘密投票、開票作業の公開等の改革も模索された。この選挙改革によって、総人口の60パーセントを占める8億人（2003年度の統計による）の農民が民主主義の実践に参加し、そのことを通じて、政治意識がいくぶん向上してきたと評される。また、優秀な若者等が民主的に「村長」に選出されることも珍しくないとされる。